# Мюльгайм-ан-дер-Мозель
Мюльгайм (нім. Mülheim) — громада в Німеччині, розташована в землі Рейнланд-Пфальц. Входить до складу району Бернкастель-Віттліх. Складова частина об'єднання громад Бернкастель-Кюс.
Площа — 4,92 км2. Населення становить 1005 ос. (станом на 31 грудня 2020).

## Галерея

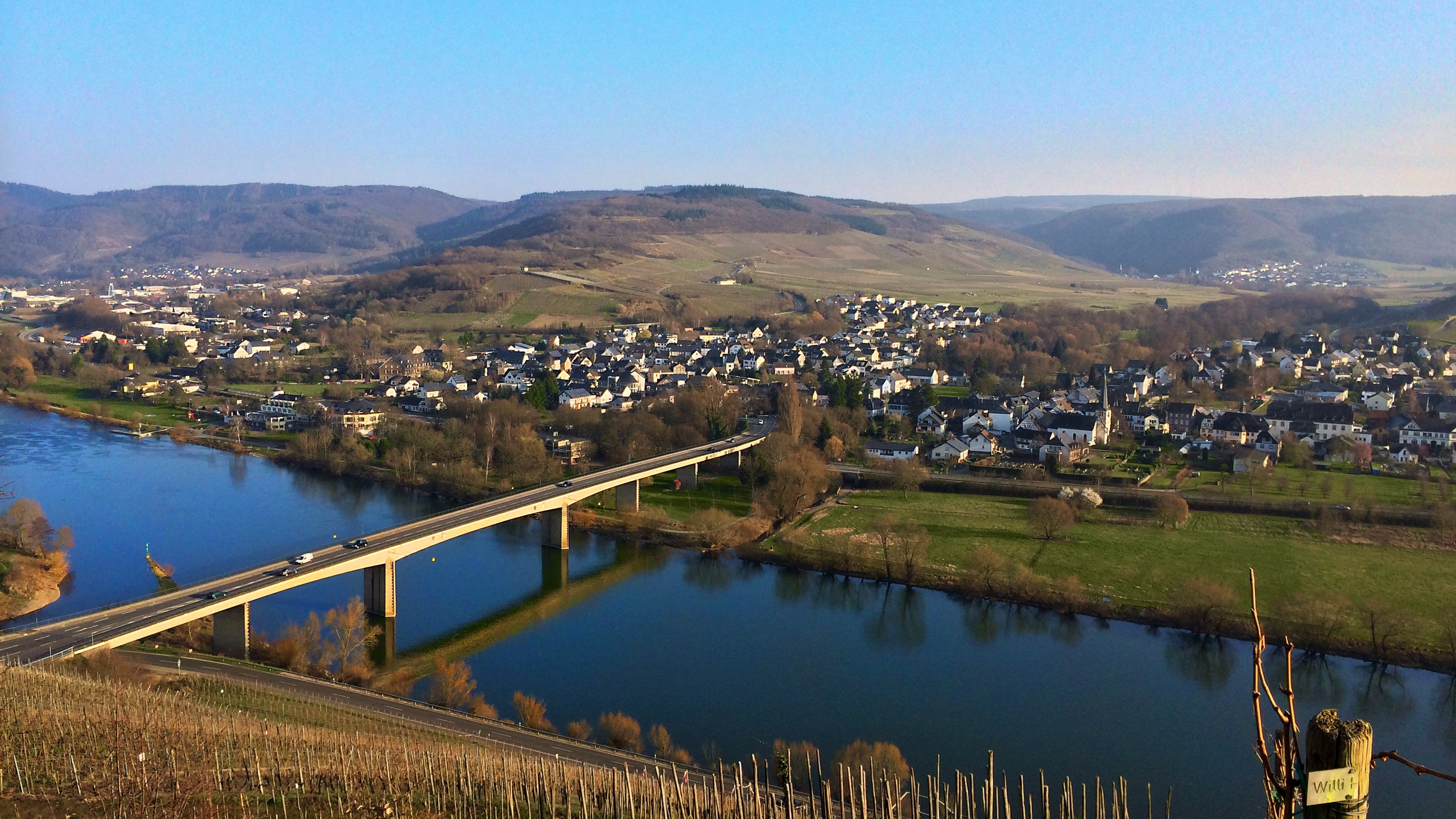
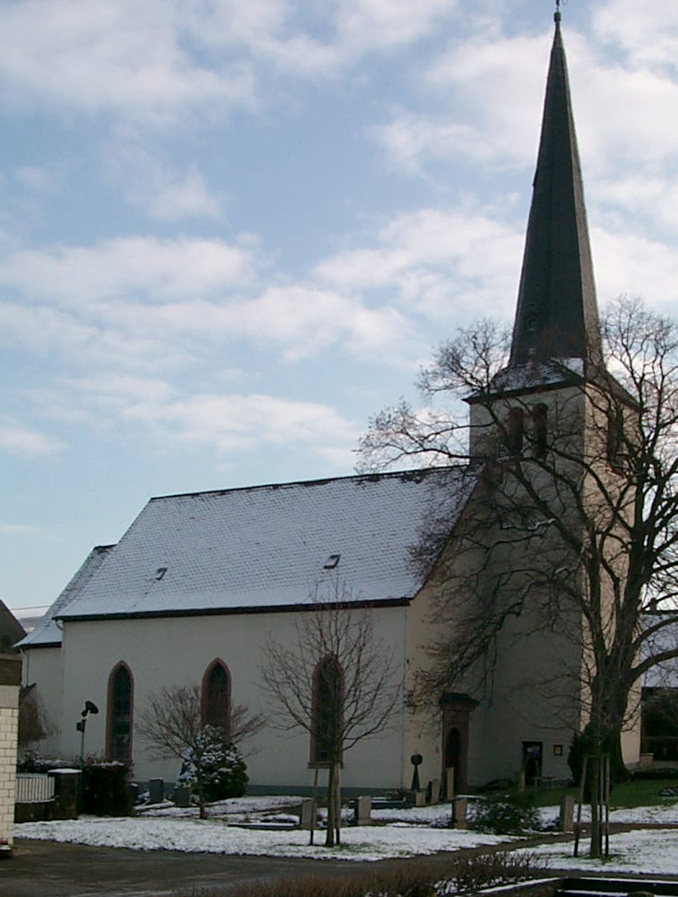